# Invasione italiana dell'Egitto
L'invasione italiana dell'Egitto fu un'offensiva italiana contro le forze del Impero britannico, durante le prime fasi della campagna del Nordafrica della seconda guerra mondiale. L'operazione aveva lo scopo di impossessarsi del canale di Suez, partendo dalla colonia libica e attraversando l'Egitto settentrionale. Dopo diversi problemi, l'obiettivo divenne semplicemente avanzare in territorio egiziano e attaccare le forze britanniche nella regione.
La 10ª Armata italiana avanzò per più di 100 km in Egitto ma si scontrò solo con il 7º Gruppo di Supporto britannico, in particolare con la 7ª Divisione Corazzata britannica. Il 16 settembre 1940, la 10ª Armata si fermò in posizioni difensive presso il porto di Sidi Barrani, in attesa dell'arrivo del genio militare per estendere la via Balbia con la via della Vittoria per ottenere più rifornimenti e continuare l'avanzata verso est.

## Antefatti

### La Libia

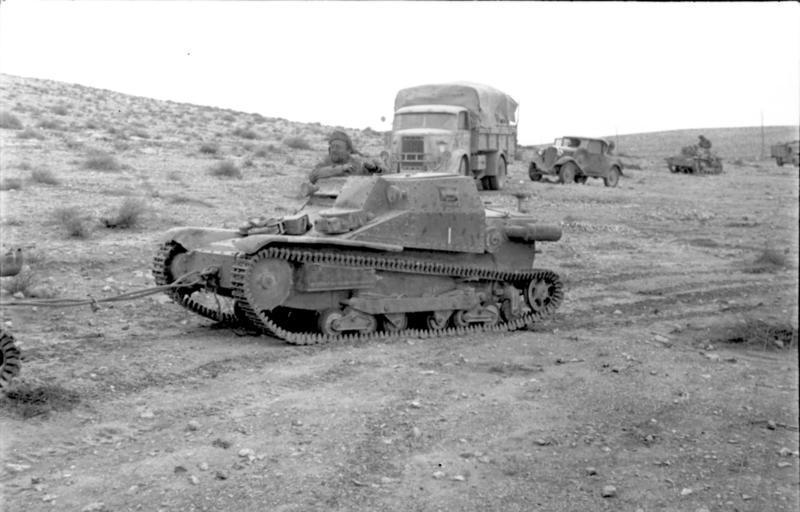
Carro L3/33 italiano

All'inizio delle ostilità il comando superiore dell'Africa settentrionale era affidato al Governatore generale maresciallo dell'aria Italo Balbo. Il Comando Supremo in Libia possedeva due armate: la 5ª Armata, comandata dal generale Italo Gariboldi, al confine con la Tunisia e composta da 8 divisioni, 500 pezzi d'artiglieria di medio calibro, 2 200 autocarri e 90 carri leggeri da 3 tonnellate; al confine egiziano c'era invece la 10ª Armata del generale Mario Berti, con 9 divisioni con 13 000 uomini ciascuna, 3 divisioni di Camicie nere con 8 000 uomini ciascuna, 1 600 pezzi d'artiglieria, 1 000 autocarri e 184 carri leggeri.
In totale in Libia vi erano 214 654 uomini (7 024 ufficiali, 207 630 tra sottufficiali e soldati), 3 200 autocarri, 2 100 pezzi d'artiglieria, un migliaio di motociclette e 274 carri leggeri. Inoltre era presente la 5ª Squadra aerea della Regia Aeronautica, agli ordini del generale di squadra aerea Felice Porro e costituita da 315 aerei da guerra. Il 28 giugno 1940 Italo Balbo rimase ucciso mentre era di ritorno da una ricognizione in territorio egiziano, quando il suo aereo, un Savoia-Marchetti S.M.79, venne abbattuto da un cannone antiaereo italiano a Tobruch per un fatale errore di valutazione. A sostituire Balbo fu inviato il maresciallo Rodolfo Graziani, Capo di stato maggiore dell'esercito.
Il "Corpo libico", che prese parte in prima persona nell'invasione, includeva la 1ª e la 2ª Divisione libica e il Raggruppamento "Maletti" (un'unità motorizzata). Le altre unità italiane coinvolte sono state la 63ª Divisione fanteria "Cirene", la 62ª Divisione fanteria "Marmarica", la 1ª Divisione CC.NN. "23 marzo" e la 2ª Divisione CC.NN. "28 ottobre". L'invasione fu avviata da quattro divisioni e un gruppo armato che attraversarono la frontiera: si trattavano della 1ª Divisione libica, della 2ª Divisione libica, della 1ª Divisione Camicie Nere, della "Cirene" e del gruppo motorizzato "Maletti".
Due delle quattro divisioni italiane, oltre a parte del Raggruppamento "Maletti", erano costituite da truppe coloniali native della Libia. Ciascuna divisione libica era così costituita da:
- 1 Comando;
- 2 Raggruppamenti di fanteria libica (livello reggimentale), ciascuno formato da 1 comando e 3 battaglioni;
- 1 Compagnia cannoni da 65/17;
- 2 Gruppi di artiglieria libica da 77/28, ciascuno formato da 1 comando e 3 batterie;
- 2 Batterie da 20 mm;
- 1 Battaglione misto del genio libico;
- Servizi (1 sezione di sanità, 1 sezione di sussistenza, 1 autogruppo)

Queste due divisioni libiche erano state create il primo marzo 1940 ed erano ancora in fase di preparazione ed addestramento al momento dell'attacco all'Egitto. Furono, peraltro, le prime ad essere attaccate dagli inglesi pochi mesi dopo (nel dicembre 1940) e la loro veloce sconfitta fu l'inizio del disastro italiano nell'Operazione Compass.

#### La situazione della 10ª Armata
Le divisioni della 10ª Armata del generale Berti erano divise nei Corpi XX, XXI, XXII, XXIII e nel Corpo delle nuove divisioni libiche. Queste divisioni erano unità standard di fanteria, camicie nere o divisioni coloniali libiche. Il Corpo libico, il XXIII Corpo e il XXI Corpo vennero impiegati nell'invasione. I Corpi libici era composto da due divisioni di fanteria libiche e dal Raggruppamento "Maletti" un'unità ad hoc composta da sei battaglioni motorizzati libici, agli ordini del generale Pietro Maletti. Il Raggruppamento "Maletti" incorporava molti dei corazzati italiani disponibili e quasi tutti i carri medi Fiat M11/39. Proprio Maletti avanzò con l'esercito mentre il Comandante Supremo Rodolfo Graziani rimase nel quartier generale a Tobruch.
Il generale Berti preferì un'avanzata lungo la via costiera con il XXI Corpo di Fanteria, poiché le divisioni non avevano alcuna esperienza di guerra nel deserto. Sarebbero stati affiancati a sud dalle divisioni libiche, molto più esperte nel deserto, e dalle unità motorizzate di Maletti. Le forze di terra furono supportate dalla 5ª Squadra della Regia Aeronautica, con 300 velivoli di differenti tipi. Il comando aereo aveva quattro unità di bombardieri, una di caccia e altri tre gruppi da caccia, oltre a due gruppi da ricognizione e due squadroni velivoli da ricognizione coloniale, con bombardieri Savoia-Marchetti S.M.79, velivoli da supporto a terra Breda Ba.65, caccia Fiat C.R.42 e aerei da ricognizione IMAM Ro.37, Caproni Ca.309 e Caproni Ca.310. La 5ª Squadra aerea era organizzata in modo da supportare l'esercito al fronte e Berti poteva contare solo su un ridotto supporto della Regia Marina, poiché dieci sottomarini sono stati persi dalla dichiarazione di guerra e la flotta era troppo importante per rischiare altre perdite, oltre ad essere a corto di carburante.

### Le forze inglesi in Egitto e i francesi

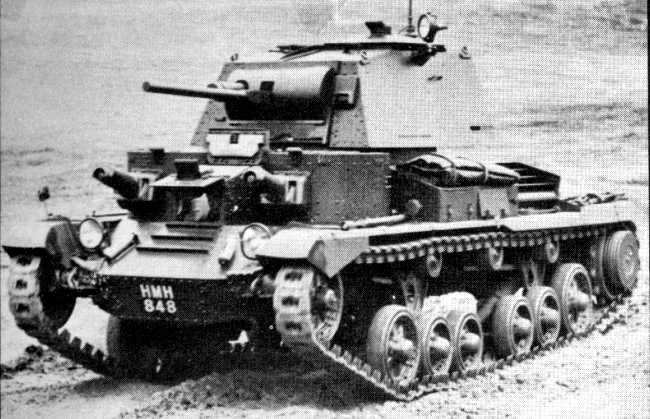
Carro incrociatore britannico

Occupato dalle truppe britanniche nel 1882 e divenuto protettorato britannico nel 1914, l'Egitto era indipendente dal 1922 ma gli inglesi vi mantennero truppe in base al Trattato anglo-egiziano del 1936. Le poche forze inglesi e del Commonwealth in Egitto raggiungevano un totale di 36 000 uomini, che arrivavano a 63 500 se si comprendevano i soldati in Palestina. Lo scopo principale delle unità britanniche era proteggere il canale di Suez e le rotte del Mar Rosso, vitali per l'impero. Il comando di tali truppe, a metà 1939, venne affidato al generale Archibald Wavell, assieme a tutte le truppe britanniche nei teatri del Mediterraneo e del Medio Oriente.
Le forze britanniche includevano la Divisione Mobile egiziana, del generale Percy Hobart, una delle due formazioni corazzate britanniche addestrate che a metà del 1939 venne rinominata Divisione Corazzata e, successivamente, il 16 febbraio 1940, divenne infine la nota 7ª Divisione Corazzata. Nel 1940, il confine egiziano era difeso dalla Forza di frontiera egiziana e, solo nel giugno dello stesso anno, il comando del deserto occidentale venne dato alla 6ª Divisione di Fanteria del generale Richard O'Connor, con l'ordine di respingere indietro gli italiani se fosse scoppiata la guerra con l'Italia.
Nel frattempo, la maggior parte dei bombardieri della Royal Air Force in Egitto furono spostati sul confine mentre Malta fu rinforzata per minacciare le rotte di rifornimento italiane verso la Libia. Il quartier generale della 6ª Divisione di Fanteria inglese, che mancava completamente di unità ben addestrate, venne rinominato Western Desert Force (Forza del Deserto Occidentale), il 17 giugno. In Tunisia, i francesi avevano 8 divisioni, in grado di compiere solo limitate operazioni e in Siria vi erano solo 3 divisioni male armate e male addestrate, con circa 40 000 uomini e guardie di frontiera, occupate a tenere sotto controllo la popolazione civile.

#### La Western Desert Force

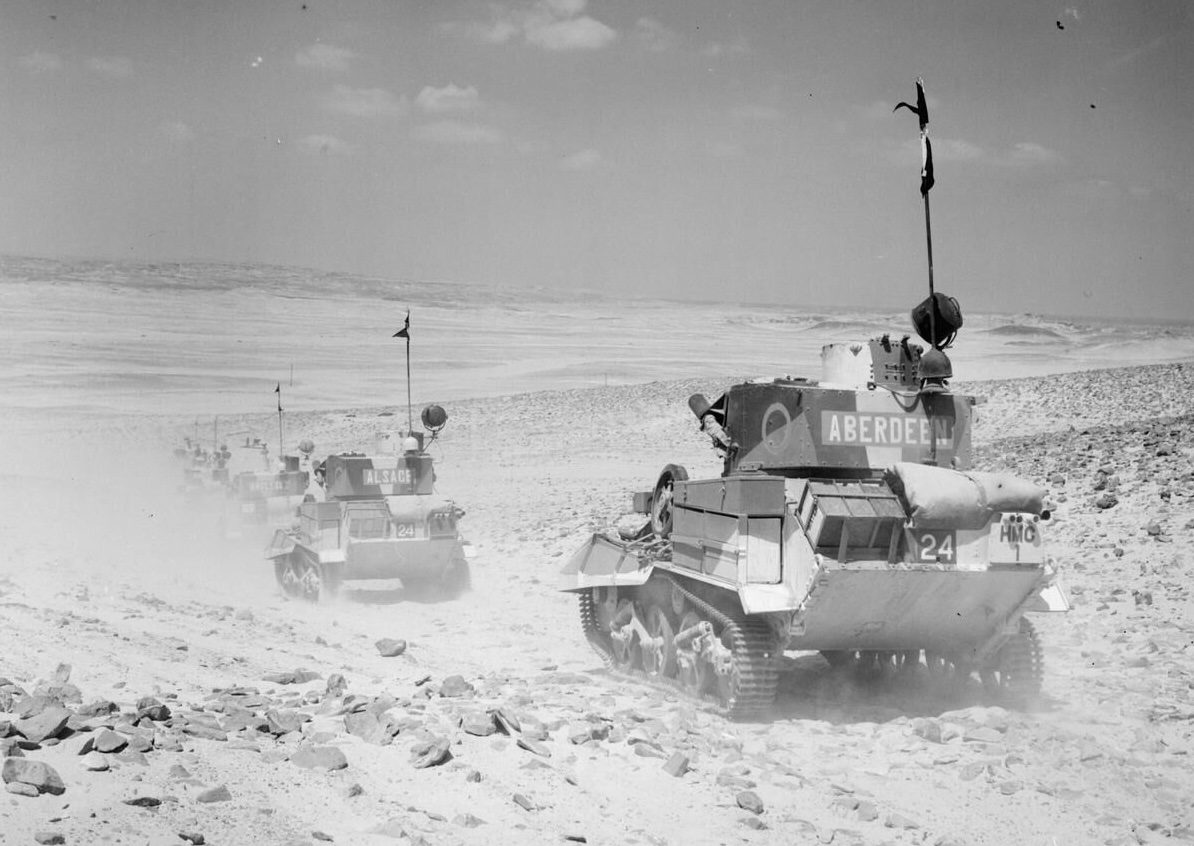
Carri leggeri britannici della 7ª Divisione Corazzata in pattuglia nel deserto, il 2 agosto 1940.

Il generale Wavell aveva in Egitto circa 36 000 uomini, inclusi unità amministrative e di supporto. Tutte le formazioni erano però incomplete e a corto di equipaggiamento e artiglieria. La 2ª Divisione neozelandese, del generale Bernard Freyberg, aveva una brigata di fanteria, un reggimento di cavalleria sotto organico, un battaglione mitragliatrici e un reggimento di artiglieri da campo; la 4ª Divisione di fanteria indiana, agli ordini del generale Noel Beresford-Peirse, aveva due brigate di fanteria e solo parte dell'artiglieria funzionante, la 7ª Divisione Corazzata britannica, comandata da Sir Michael O'Moore Creagh, aveva due brigate corazzate formate da due reggimenti ciascuna invece dei normali tre e quattordici battaglioni di fanteria non raggruppati in brigate. Wavell doveva difendere l'Egitto e il Canale di Suez contro 250 000 soldati italiani, secondo le stime inglesi, e circa altrettanti con base nell'Africa Orientale Italiana.
Il Gruppo di Supporto, con tre battaglioni di fanteria motorizzata, artiglieria, genio militare e unità di mitragliatrici, avrebbe dovuto contrastare gli italiani, se attaccato, in azioni di ritardo tra il confine e Marsa Matruh, mantenendo però la capacità di affrontare la forza principale italiana. A Marsa Matruh, unità di fanteria avrebbero atteso l'attacco italiano mentre, dall'area desertica sul fianco, il grosso della 7ª Divisione Corazzata sarebbe stata pronta per il contrattacco. Il Gruppo di Supporto avrebbe poi usato la sua mobilità per coprire, a sua volta, il fianco dell'unità corazzata, mentre lungo la via costiera una compagnia del 1º Battaglione del King's Royal Rifle Corps (Corpi Fucilieri Reali del Re) e da una compagnia di Marine motorizzati della Francia libera, supportate da artiglieria e mitragliatrici, si sarebbero ritirate dal confine demolendo la strada che gli italiani avrebbero percorso. Alla fine di maggio del 1940, la Royal Air Force nel Medio Oriente contava 205 velivoli, inclusi 96 tra Bristol Bombay e bombardieri medi Bristol Blenheim obsoleti, oltre a 75 caccia Gloster Gladiator obsoleti e 34 altri velivoli. In luglio, giunsero quattro caccia Hawker Hurricane, di cui però solo uno poté essere usato per la Western Desert Force. Alla fine dello stesso mese, la Mediterranean Fleet (Flotta del Mediterraneo) aveva ottenuto il controllo del Mediterraneo orientale ed era in grado di bombardare le posizioni costiere italiane e i trasporti di rifornimenti lungo il mare in Libia.

### Ordine di battaglia

#### Italiani
L'ordine di battaglia italiano, al 13 settembre 1940, era il seguente:

Comando Superiore FF.AA. "A.S.I." (Gen. Rodolfo Graziani)
- 10ª Armata (Gen. Mario Berti)
  - XXI Corpo d'Armata (riserva a Tobruch)
    - 61ª Divisione fanteria "Sirte"
    - 2ª Divisione CC.NN. "28 ottobre"
    - LX Battaglione Carri Leggeri

  - XXII Corpo d'Armata
    - 64ª Divisione fanteria "Catanzaro"
    - 4ª Divisione CC.NN. "3 gennaio"

  - XXIII Corpo d'Armata (Gen. Annibale Bergonzoli)
    - 62ª Divisione fanteria "Marmarica" (Gen. Ruggero Tracchia), parzialmente motorizzata per l'invasione
    - LXIII Battaglione Carri Leggeri (in rinforzo alla "Marmarica")
    - 63ª Divisione fanteria "Cirene" (Gen. Carlo Spatocco), parzialmente motorizzata per l'invasione
    - LXII Battaglione Carri Leggeri, in rinforzo alla "Cirene"
    - Gruppo Divisioni Libiche (Gen. Sebastiano Gallina)
      - 1ª Divisione libica (Gen. Luigi Sibille), non motorizzata
      - 2ª Divisione libica (Gen. Armando Pescatori), non motorizzata
      - IX Battaglione Carri Leggeri, in rinforzo alla 2ª Divisione libica

    - 1ª Divisione CC.NN. "23 marzo" (Ten. Gen. Francesco Antonelli), motorizzata per l'invasione

  - Comando Carri Armati della Libia
    - Raggruppamento sahariano "Maletti" (Gen. Pietro Maletti), parte del XXIII Corpo d'Armata
      - II Battaglione Carri Medi
      - Tre battaglioni di fanteria motorizzata libica

    - Brigata corazzata speciale "Babini" (Gen. Valentino Babini)
      - 1º Raggruppamento Carri, riserva del XXIII Corpo d'Armata al comando della 10ª Armata
        - I Battaglioni Carri Medi (M11/39)
        - XXI Battaglioni Carri Leggeri

      - 2º Raggruppamento Carri
        - XX Battaglione Carri Leggeri
        - LXI Battaglioni Carri Leggeri

#### Regno Unito
L'ordine di battaglia britannico, al 13 settembre 1940, era il seguente:

Comando Supremo del Medio Oriente (Gen. Sir Archibald Wavell)
- Western Desert Force (Ten. Gen. Richard O'Connor)
  - Truppe del Corpo
    - 7º Battaglione, Royal Tank Regiment (Mk I Matilda e Mk II Matilda)
    - 1º Battaglione "Royal Horse Artillery"
    - 104º Battaglione "Royal Horse Artillery"
    - 51º Reggimento da Campo "Royal Artillery"
    - 7º Reggimento Medio "Royal Artillery"
    - 64º Reggimento Medio "Royal Artillery"

  - 7ª Divisione Corazzata
    - 4ª Brigata Corazzata
    - 7ª Brigata Corazzata
    - Gruppo di Supporto (Brigata di Fanteria)
    - Truppe Divisionali

  - 4ª Divisione di Fanteria Indiana
    - 5ª Brigata di Fanteria Indiana
    - 11ª Brigata di Fanteria Indiana
    - Truppe Divisionali
    - 16ª Brigata di Fanteria (fino all'11 dicembre 1940)

  - 6ª Divisione di Fanteria Australiana (da metà dicembre)[24]
    - 16ª Brigata di Fanteria Australiana
    - 17ª Brigata di Fanteria Australiana
    - 16ª Brigata di Fanteria (dall'11 dicembre)
    - Truppe Divisionali
    - 7º Battaglione, "Royal Tank Regiment" (dalla 7ª Divisione Corazzata)

  - Forza Selby (Gruppo di Brigata per la difesa di Marsa Matruh)[25]

## Il terreno
La guerra fu combattuta principalmente nel deserto libico, che si estende in lunghezza per circa 390 km, da Marsa Matruh in Egitto fino a Ain el-Gazala sulla costa libica, lungo la Via Balbia, all'epoca l'unica strada asfaltata. Il "mare di sabbia" si estende invece in larghezza per 240 km nell'entroterra, segnando il confine meridionale del deserto; nella convenzione britannica il deserto egiziano è chiamato "deserto occidentale" e include la Cirenaica in Libia. Dalla costa verso l'entroterra, si può trovare una distesa piatta di deserto roccioso, circa 150 m sotto il livello del mare, che corre per 200-300 km in profondità fino al mare di sabbia. In un contesto di questo tipo, le uniche forme di vita sono scorpioni, vipere e mosche, oltre a piccoli gruppi di nomadi beduini.
Le tracce beduine collegavano bene le varie oasi; la navigazione avveniva grazie al sole, alle stelle, alla bussola, al "senso del deserto" e ad una buona percezione dell'ambiente ottenuta con l'esperienza. Quando gli italiani avanzarono in Egitto, nel settembre 1940, il Raggruppamento "Maletti" si perse dopo Sidi Omar, scomparendo, e dovette essere trovato con un aereo. In primavera ed estate, i giorni sono molto caldi e le notti molto fredde. Il vento di Scirocco spostava nuvole di sabbia fine, le quali riducevano la visibilità a pochi metri e penetrando negli occhi, nei polmoni, nei macchinari, nel cibo e nell'equipaggiamento. I motori dei veicoli e degli aerei necessitavano di carburante speciale e filtri aerei; infine il terreno sterile costringeva le truppe a farsi portare acqua e cibo da magazzini distanti.

## Preludio
La resa della Francia, e quindi la possibilità di rifornimenti regolari alla Libia, convinsero Mussolini della necessità di un'offensiva verso l'Egitto. Il 18 agosto, Mussolini comunicò a Graziani che, essendo imminente l'invasione tedesca delle isole britanniche, bisognava approfittare della situazione per puntare su Suez:
(Mussolini a Graziani, 18 agosto 1940)
Graziani, sul posto, si rese conto delle difficoltà di un'avanzata di truppe per la massima parte appiedate nel deserto e prese tempo; il 7 settembre compì un ultimo tentativo dilatorio, chiedendo a Mussolini di rinviare l'offensiva alla prima decade di ottobre. Il Duce replicò con l'ordine perentorio di attaccare il 9 settembre. Il 13 settembre, dopo un violento bombardamento dell'artiglieria, le avanguardie italiane entrarono in territorio egiziano. Le colonne non incontrarono una resistenza apprezzabile e non subirono dei contrattacchi degni di nota. Spesso gli inglesi non attendevano neppure l'urto e preferivano ritirarsi in buon ordine.

### I piani italiani
Tre date erano state scelte per l'invasione e successivamente cancellate. Il primo piano sarebbe dovuto coincidere con l'invasione tedesca dell'Inghilterra, il 15 luglio 1940; per attuarlo il generale Balbo requisì tutti i veicoli della 5ª Armata e richiese tutti i carri medi M11 disponibili, già in viaggio per la Libia, per rinforzare la 10ª Armata, la quale avrebbe dovuto attraversare il confine e occupare Sollum immediatamente dopo la dichiarazione di guerra. Quando i britannici contrattaccarono e gli eserciti italiani furono rallentati, l'avanzata sarebbe continuata ma il piano iniziale venne abbandonato quando l'invasione delle isole britanniche fu cancellata. Il secondo piano, previsto per il 22 agosto, considerava una limitata avanzata fino a Sollum e Shawni el Aujerin, su tre linee di avanzamento. Una volta resa sicura Sollum, sarebbe proseguita l'avanzata verso Sidi Barrani. Le divisioni di fanteria non motorizzate avrebbero dovuto usare la sola strada asfaltata, tuttavia, il caldo estivo d'agosto obbligò gli italiani a ritardare l'attacco.

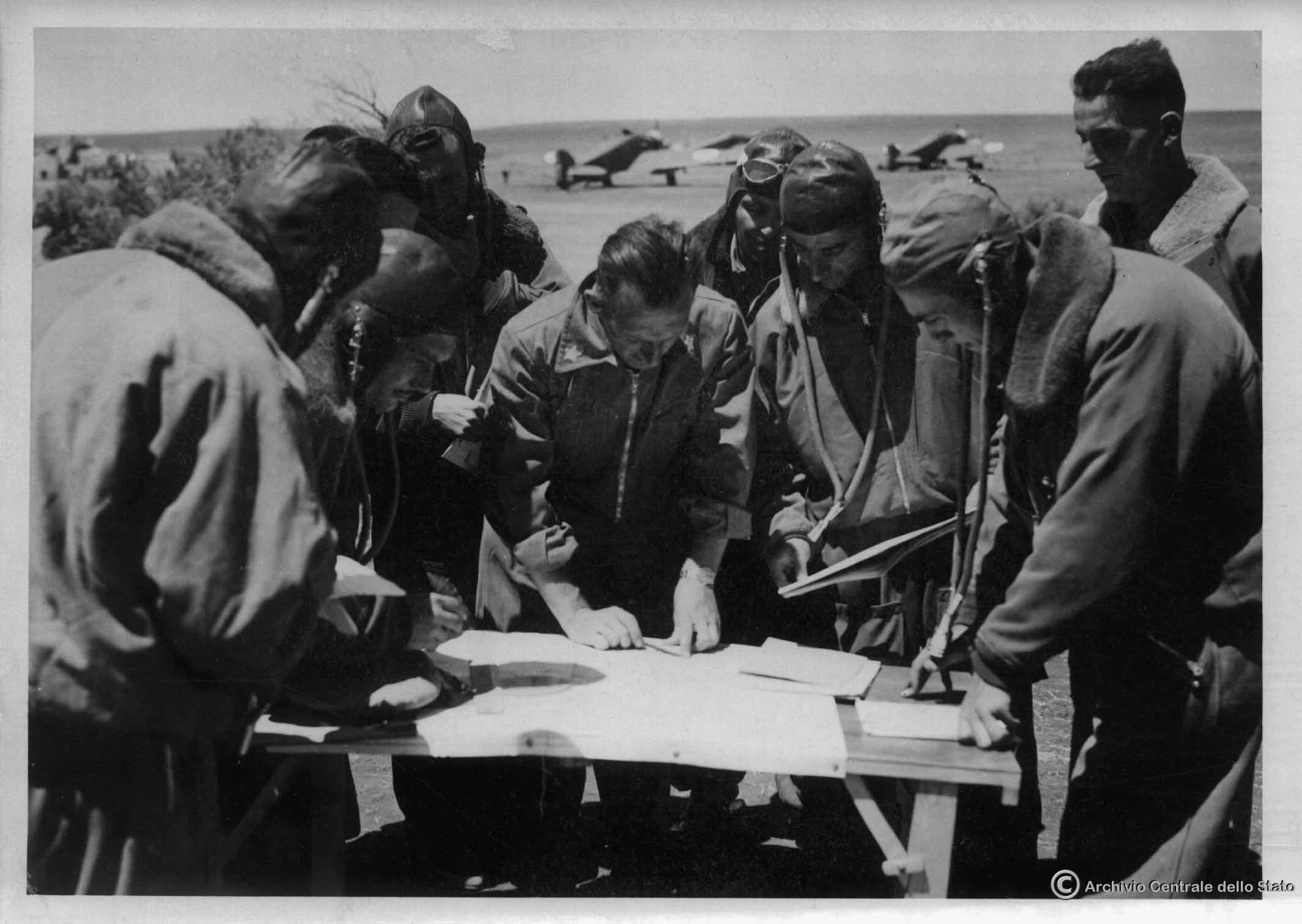
Piloti italiani mentre studiano una mappa dell'Egitto.

Il terzo piano dell'invasione prevedeva di attaccare il 9 settembre, con Sidi Barrani come obiettivo, la cui presentazione al suo staff Graziani la fece appena sei giorni prima che Mussolini desse l'ordine di attaccare. Le divisioni non motorizzate sarebbero avanzate lungo la costa e attaccato attraverso il Passo Halfaya, per occupare Sollum e continuare poi per Sidi Barrani. Una colonna meridionale di divisioni libiche e il Raggruppamento "Maletti" avrebbero seguito la Dayr al Hamra, fino alle piste a Bir ar Rabiyah e Bir Ebna, per aggirare i britannici. Gli uomini di Maletti sarebbero stati l'avanguardia verso sud ed est attraverso il deserto ma lo staff italiano fallì nel consegnare mappe adeguate ed equipaggiamento di navigazione. Come conseguenza, il raggruppamento si perse e il XXIII Corpo d'Armata dovette inviare un aereo per guidarli in posizione; le divisioni libiche infine giunsero in ritardo al rendez-vous presso Forte Capuzzo.
Il fallimento fece nascere dei dubbi circa la mancanza di autocarri e velivoli da trasporto e sul dominio britannico sul terreno, che portarono ad un ennesimo cambio di programma. Il quarto piano doveva attuarsi il 13 settembre e aveva come obiettivo sempre Sidi Barrani ma stavolta anche con l'area a sud del villaggio. La 10ª Armata, con cinque divisioni e i carri armati, sarebbe avanzata lungo la strada costiera, avrebbe occupato Sollum e sarebbe proseguita verso Sidi Barrani. Raggiunta quest'ultima, l'esercito vi si sarebbe consolidata avrebbe atteso i rifornimenti, respingendo i contrattacchi britannici e ripreso poi l'avanzata verso Marsa Matruh. Le divisioni non motorizzate italiani avrebbero usato la strada asfaltata, poiché sarebbero state completamente inefficaci altrove, un'operazione del tutto simile a quanto già accaduto nell'invasione dell'Etiopia settentrionale, anni prima. Graziani infine riteneva che per sconfiggere i britannici fosse necessaria una forza numerica soverchiante.

### Le schermaglie sul confine

Ufficiali britannici dell 11º Reggimento Ussari con un parasole durante una pausa in un pattugliamento sul confine libico, il 26 luglio 1940. Il veicolo è un autoblindo Morris CS9.

Il 17 giugno, usando come base il quartier generale della 6ª Divisione di Fanteria britannica, venne creato il comando della Western Desert Force, che comprendeva tutte le truppe che avrebbero dovuto opporsi agli italiani in Cirenaica, per un totale di 10 000 uomini, con aerei, carri e artiglieria. Il generale al comando, Richard O'Connor, dovette organizzare pattugliamenti aggressivi lungo la frontiera e dominare la terra di nessuno creando colonne armate con unità della 7ª Divisione Corazzata, che combinavano carri, fanteria e artiglieria. Queste piccole forze regolari ben addestrate compirono il primo attacco ai convogli italiani e alle postazioni fortificate lungo il confine.
Le pattuglie britanniche si avvicinarono al confine l'11 giugno, per dominare l'area, pressare le guarnigioni italiane dei forti di frontiera e organizzare imboscate sulla Via Balbia. Alcune truppe italiane non sapevano neppure che la guerra era stata dichiarata e una settantina di uomini furono catturati lungo la pista per Sidi Omar. Le pattuglie giungevano a nord fino alla strada costiera, tra Bardia e Tobruch, a ovest fino a Bir el Gubi e a sud fino a Giarabub. In una settimana, l'11º Reggimento Ussari si impossessò di Forte Capuzzo e, in un'imboscata a est di Bardia, catturò il comandante del genio militare della 10ª Armata, il generale Lastucci. I rinforzi italiani giunsero infine al confine, iniziarono pattugliamenti di ricognizione, migliorarono le difese di confine e ripresero Forte Capuzzo. Il 13 agosto, i raid britannici furono fermati per conservare la funzionalità dei veicoli e il Gruppo di Supporto della 7ª Divisione Corazzata si posizionò, osservando cento chilometri di confine da Sollum a Forte Maddalena, pronto ad attuare il piano di ritardo se gli italiani avessero invaso l'Egitto.

## L'invasione

### 9-10 settembre
Il XXIII Corpo d'Armata del generale Bergonzoli guidò l'attacco della 10ª Armata in Egitto, diretto a Sidi Barrani lungo la strada costiera con formazioni motorizzate e non. Il corpo d'armata aveva ricevuto autocarri sufficienti per motorizzare parzialmente tre divisioni mentre una sola fu motorizzata completamente. Bergonzoli voleva come avanguardia il 1º Raggruppamento Carri, due divisioni di fanteria motorizzata, più un'altra divisione motorizzata come riserva. Le due divisioni di fanteria non motorizzata libiche si mossero a piedi, con il Raggruppamento "Maletti" come retroguardia. Il 1º Raggruppamento Carri venne tenuto come riserva, eccetto il LXII Battaglione Carri Leggeri, che fu affiancato alla 63ª Divisione "Marmarica", e il LXIII Battaglione Carri Leggeri, assegnato alla 62ª Divisione "Cirene". Il 2º Raggruppamento Carri rimase a Bardia, eccetto il IX Battaglione Carri Leggeri con che si mosse assieme alla 2ª Divisione Libica "Pescatori". Il II Battaglione Carri Medi fu parte del Raggruppamento "Maletti" che aveva tre battaglioni di fanteria totalmente motorizzati.
Il 9 settembre, l'attività della Regia Aeronautica fu incrementata e i bombardieri del 55º Squadrone, del 113º Squadrone e del 211º Squadrone della Royal Air Force compirono una rappresaglia contro gli italiani, colpendo i campi d'aviazione e centri di trasporto e rifornimento, oltre ad eseguire un raid su Tobruch con 21 aerei. Più tardi, lo stesso giorno, 27 caccia italiani eseguirono una ispezione sopra Buq Buq e la RAF reagì con altri attacchi agli aeroporti italiani. La ricognizione aerea britannica rivelò un massiccio movimento di terra presso Bardia, Sidi Azeiz, Gabr Saleh e verso Sidi Omar da ovest, che venne interpretato come l'inizio dell'invasione. L'avanzata della 10ª Armata mise a nudo le limitazioni della mobilità e navigazione italiane, quando il Raggruppamento "Maletti" si perse dirigendosi verso Sidi Omar. Il 10 settembre, gli autoblindi dell'11º Reggimento Ussari avvistarono il Raggruppamento "Maletti" mentre una fitta nuvola di sabbia schermò i britannici che scivolavano via indisturbati. Quando la tempesta di sabbia cessò gli ussari furono attaccati dall'aviazione, dai carri e dall'artiglieria italiani.

### 13-14 settembre
Il 13 settembre, la 1ª Divisione CC.NN. "23 marzo" riprese Forte Capuzzo e un bombardamento colpì Musaid, appena oltre il confine egiziano, che poi venne occupato. Il fuoco d'artiglieria e il bombardamento cominciarono sulla caserma (che era vuota) e sul campo d'aviazione di Sollum, sollevando una nube di sabbia. Quando la sabbia ricadde, l'esercito italiano poté essere avvistato, pronto all'avanzata contro le forze di copertura britanniche formate dalla 3ª Compagnia Coldstream Guards, da alcuni pezzi di artiglieria, un battaglione di fanteria supplementare e una compagnia di mitragliatrici. Gli italiani avanzarono lungo la costa con due divisioni alla guida, dietro uno schermo di motociclisti, carri armati, fanteria motorizzata e artiglieria. Le unità italiane erano un facile obiettivo per l'artiglieria e gli aerei, tuttavia, la 1ª Divisione Libica "Sibelle" ben presto occupò la caserma di Sollum e proseguì verso il porto cittadino. Nella piana dell'entroterra, un'avanzata italiana verso il passo di Halfaya fu rallentata da una forza di copertura 
composta dalla 3ª Compagnia Coldstream Guards, un plotone di Fucilieri Northumberland e dell'artiglieria, prima di iniziare la ritirata nel pomeriggio, quando giunsero altra fanteria e carri italiani.
Nella notte, due colonne della 2ª Divisione Libica "Pescatori", della 63ª Divisione "Cirene" e del Raggruppamento "Maletti", da Musaid, e della 62ª Divisione "Marmarica", da Sidi Omar, conversero sul passo. Durante la giornata che seguì, unità italiane iniziarono a scendere dal passo, verso altre forze italiane in avanzata da Sollum. Uno squadrone di uomini dell'11º Reggimento Ussari, della 2ª Brigata Fucilieri e di carri incrociatori del 1º Reggimento Carri Reali rallentò nuovamente le manovre degli italiani. Appena dopo mezzogiorno, le truppe britanniche sulla costa si ritirarono a Buq Buq e incontrarono rinforzi dall'unità di ussari e dalla fanteria di Marina francese, a sufficienza per continuare a contrastare l'avanzata italiana. I britannici si ritirarono ad Alam Hamid, il 15 settembre, e Alam el Dab, il giorno seguente, tentando di infliggere il massimo delle perdite, senza essere a loro volta attaccati, e danneggiando il più possibile la strada dietro di loro.

### 16 settembre
La parte non impegnata del 1º Raggruppamento Carri seguì la 1ª Divisione Libica "Sibelle" e la 2ª Divisione Libica "Pescatori" verso Bir Thidan el Khadim. Ad Alam el Dab, vicino a Sidi Barrani, circa 50 carri italiani, della fanteria motorizzata e dell'artiglieria tentarono una manovra accerchiante, costringendo la compagnia Coldstream alla ritirata. Il gruppo corazzato fu attaccato dall'artiglieria da campo britannica e non avanzò ulteriormente ma, con l'oscurità, la 1ª Divisione CC.NN. "23 marzo" occupò Sidi Barrani. Oltre il passo, le forze di copertura britanniche ripiegarono in parallelo con quelle sulla costa e la minaccia dal fianco desertico non si materializzò. Gli aerei britannici eseguirono molte ricognizioni e bombardamenti mentre la 5ª Squadra italiana effettuò missioni in più di cento missioni di caccia e bombardieri sui campi d'aviazione e postazioni difensive britanniche. I britannici anticiparono la decisione italiana di fermarsi a Sidi Barrani e Sofafi e cominciarono ad osservare le loro posizioni con gli occhi dell'11º Reggimento Ussari, dato che il Gruppo di Supporto si era ritirato per riposare e la 7ª Divisione Corazzata si stava preparando ad affrontare l'avanzata italiana verso Marsa Matruh. Le trasmissioni radio italiane suggerivano che l'avanzata sarebbe continuata a partire da Sidi Barrani ma presto fu chiaro che l'avanguardia italiana si stava trincerando a sud e sud-est di Maktila, Tummar, Nibeiwa e presso Sofafi, mentre le divisioni più indietro occupavano Buq Buq, Sidi Omar e il passo di Halfaya.

## Conseguenze
La 10ª Armata era avanzata di circa 20 km in un giorno, in modo da permettere alle unità non motorizzate di seguire la manovra, e una volta a Sidi Barrani cominciò a costruire una catena di fortificazioni. Nessun attacco meccanizzato coraggioso o manovra di affiancamento fu tentata dalle unità corazzate, le migliori nel XXIII Corpo d'Armata, che furono usate invece come scorta della marcia sulla costa. Durante l'avanzata, l'armata italiana subì meno di 550 vittime. Le tre unità mobili della 10ª Armata, cioè il Raggruppamento "Maletti", il 1º Raggruppamento Carri e la 1ª Divisione CC.NN. "23 marzo" fallirono nei loro intenti, secondo le teorie di guerra corazzata italiane, a causa della scarsa preparazione e organizzazione e del poco addestramento dell'esercito italiano che portarono ad errori grossolani nelle manovre e nella direzione del 1º Raggruppamento "Maletti" e nell'eccessiva cautela degli altri battaglioni corazzati.

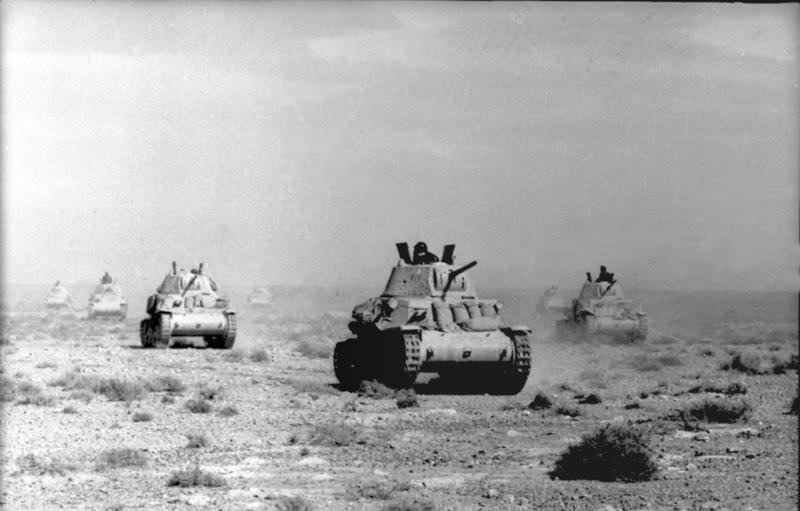
I nuovi carri Fiat M13/40 che entrarono in servizio nell'ottobre 1940

La frettolosa motorizzazione della Divisione "23 marzo" disorganizzò la relazione tra autisti e fanti, poiché l'unità non era mai stata addestrata come divisione motorizzata. L'avanzata raggiunse Sidi Barrani con perdite modeste ma non riuscì ad arrecare molti danni ai britannici. Il 21 settembre, erano rimasti 68 carri M11 dei 72 iniziali in Libia. Il 1º Battaglione Carri Medi aveva 9 carri utilizzabili e 23 inservibili, mentre, il 2º Battaglione Carri Medi possedeva 28 carri ancora funzionanti e solo 8 inutilizzabili. La forza dei corazzati medi italiani sarebbe dovuta crescere con l'arrivo dei nuovi Fiat M13/40, i quali possedevano un cannone da 47 mm. Il II Battaglione Carri Medi con 37 M13 giunse in Libia ad inizio ottobre, seguito dal V Battaglione Carri Medi con 46 M13, il cui arrivo era previsto per il 12 dicembre. A metà novembre gli italiani avevano 417 mezzi corazzati, tra leggeri e medi, in Libia ed Egitto.
Riguardo al lavoro dei suoi uomini, Wavell scrisse:
(Archibald Wavell)
Le opere di riparazioni cominciarono subito sulla strada costiera, rinominata Via della Vittoria, a partire da Bardia, e fu cominciata la posa di tubature d'acqua, che non sarebbero dovute essere pronte prima di metà dicembre, dopo cui una ripresa dell'avanzata non sarebbe andata oltre Marsa Matruh.
Il 26 ottobre, Mussolini scrisse:
(Benito Mussolini)
Due giorni dopo, il 28 ottobre, gli italiani invasero la Grecia. A Graziani fu concesso di continuare a pianificare in relativa pace e l'avanzata italiana verso Marsa Matruh fu programmata per metà dicembre.
Il 17 settembre, la Mediterranean Fleet cominciò a danneggiare le comunicazioni italiani e la baia di Bengasi fu minata. Un cacciatorpediniere e due navi mercantili furono affondate da siluri, mentre un altro cacciatorpediniere finì su una mina subacquea e si inabissò. I Blenheim della RAF distrussero tre aerei in pista all'Aeroporto di Benina e Sollum venne colpita da una cannoniera, oltre a due cacciatorpediniere che bombardarono Sidi Barrani. Un tentativo per bombardare Bardia venne eseguito da un incrociatore e alcuni cacciatorpediniere ma fu impedito da un attacco di aerosiluranti italiani che riuscirono a mettere fuori combattimento l'incrociatore. Tutte queste operazioni di logoramento obbligarono gli italiani a spostare i depositi più nell'entroterra ma ciò permise alle piccole pattuglie britanniche di avvicinarsi ed ottenere informazioni sulle risorse del loro nemico.
L'8 dicembre, i britannici lanciarono l'Operazione Compass, un raid di cinque giorni contro le fortificazioni italiane lungo una linea difensiva fuori Sidi Barrani. L'operazione ebbe successo e le poche unità della 10ª Armata in Egitto che non furono distrutte dovettero ritirarsi. Per l'11 dicembre, la controffensiva britannica cominciò e il resto dell'armata italiana fu rapidamente sconfitta. A questo punto, i britannici prolungarono l'inseguimento dei rimanenti della 10ª Armata, procedendo fino al golfo di Sirte, all'estremità opposto della Cirenaica. I britannici non furono in grado di proseguire oltre a causa dei problemi riscontrati ai veicoli e al ridispiegamento delle unità meglio equipaggiate nella campagna greca.